# 盐源堇菜
盐源堇菜（学名：Viola bambusetorum）是堇菜科堇菜属的植物，为中国的特有植物。分布于中国大陆的四川省等地，生长于海拔3,200米至3,400米的地区，多生长于山坡草地，目前尚未由人工引种栽培。